# 寿命脱出速度
寿命脱出速度（じゅみょうだっしゅつそくど Longevity escape velocity）は、生命科学においての概念。
レイ・カーツワイルやオーブリー・デ・グレイが主張している。
人間の不老不死を達成させるという概念である。もし60歳の人に30年の健康余命を与える技術を確立させたならば、30年後には90歳の人にもう30年の健康余命を確立させる技術を確立させるということを繰り返せば、事実上の不老不死が達成できるということである。
2024年の時点では科学の進歩によって寿命は毎年6週間ほど伸びている。これは細胞生物学を完全に極めることでさらに伸ばすことができる。年に寿命を12ヶ月延ばすことができるようになったならば、このことで寿命脱出速度で提唱されていることを達成できるということである。
レイ・カーツワイルは2029年までに寿命脱出速度に達する可能性があるとする。そうなれば2029年以降は若返りが実現し、人体が過去の状態に戻るとする。寿命脱出速度に達することができれば、それから5年以内には加齢がマイナスになるときが来るとしている。